# Hegarstift

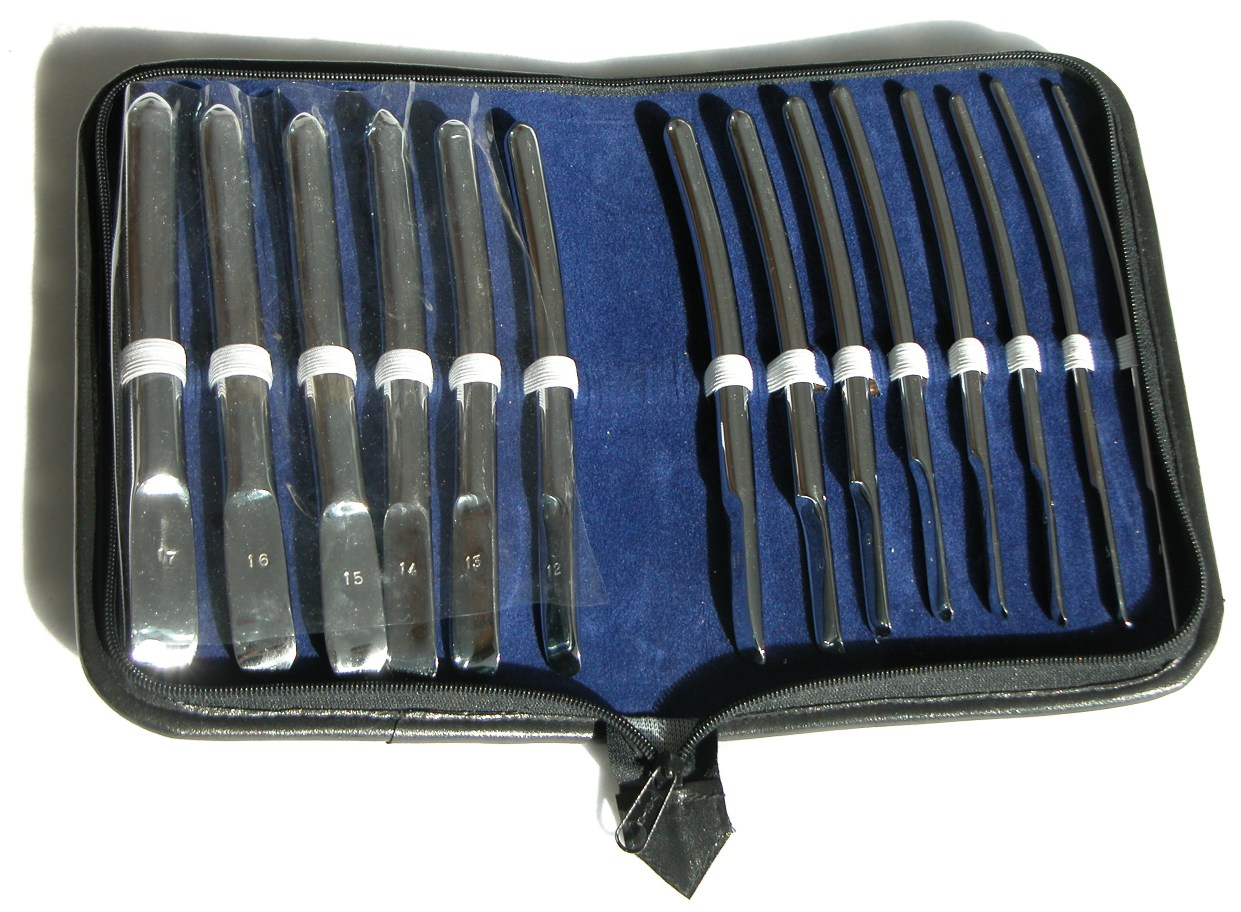
Set verschiedener Hegarstifte

Ein Hegarstift ist ein vor allem in der Frauenheilkunde eingesetzter, leicht gekrümmter Stab aus rostfreiem Stahl mit rundem Querschnitt, definiertem Durchmesser und einer konischen Spitze. Der Durchmesser von Hegarstiften beträgt bis 26 mm, kleinere Durchmesser sind in Abstufungen von 0,5 mm bzw. 1 mm erhältlich.

## Anwendung

### Anwendung in Geburtshilfe und Kinderchirurgie
In der Geburtshilfe werden Hegarstifte zur schonenden und schnellen Weitung (Dilatation) des Gebärmutterhalskanals (Canalis cervicis uteri) genutzt.
In der Kinderchirurgie finden die Stäbe bei Kindern mit operierter Analatresie Anwendung. Es soll im Bereich der Narbe ein Schrumpfen und damit die Entstehung einer Stenose vermieden werden. Etwa zwei Wochen nach der Anlage des neuen Anus wird dieser mit Hegarstiften steigender Größe vorsichtig kalibriert. Dies wird dann täglich wiederholt und die Größe dann wöchentlich bis zu einer vorgegebenen Sollgröße gesteigert. Nach Erreichen der Sollgröße wird die Behandlung noch einige Zeit fortgesetzt.

### Behandlung von sexuellen Funktionsstörungen

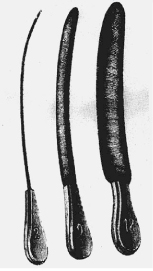
Hegarstifte, aus: A. Hegar, R. Kaltenbach: Die Operative Gynäkologie. Enke, Erlangen 1881.

Als therapeutisches Verfahren ist das Hegarstifttraining Bestandteil einer Vaginismus-Therapie. Im Sinne einer systematischen Desensibilisierung werden Hegarstifte unterschiedlicher Größe von der Frau kontrolliert in die Vagina eingeführt, begleitend kommen Entspannungstechniken zur Anwendung.

## Geschichte
Der Gynäkologe Alfred Hegar (1830–1914) führte die später nach ihm benannten Dilatatoren 1879 ein. Zu dieser Zeit waren sie vor allem aus Glas und Hartgummi, heute werden sie ausschließlich aus rostfreiem Stahl hergestellt.
Die Hegarstifte lösten inzwischen fast vollständig deren Vorgänger, die Laminariastifte aus Fingertang, ab.